# Catabolismo de proteínas
El catabolismo de proteínas consiste en la transformación de las proteínas en aminoácidos y compuestos derivados simples para su transporte dentro de la célula a través de la membrana plasmática y, en última instancia, su polimerización en nuevas proteínas a través del uso de los ácidos ribonucleicos (ARN) y ribosomas. El catabolismo de proteínas, que consiste en la descomposición de macromoléculas, es principalmente un proceso digestivo.
Este proceso lo llevan a cabo normalmente endo- y exo-proteasas no específicas. Sin embargo, se utilizan proteasas específicas para partir las proteínas para funciones reguladoras. Los aminoácidos producidos por el catabolismo pueden ser reciclados directamente, utilizados para crear nuevos aminoácidos, o ser convertidos en otros compuestos a través del ciclo de Krebs. 